# Антинаучные взгляды
Антинаучные взгляды отвергают науку и научный метод. Антинаука представляет собой систематизированную совокупность околонаучных и ненаучных теорий, которые обладают внутренней доказательностью; «альтернативное» миропонимание, отрицающее право науки на истину. Антинаука также способна позиционировать себя в роли «конкурирующей методологической концепции», «альтернативной» по отношению к конструирующей функции рационализма.
Антинауку не следует путать с антисциентизмом, который является критикой сциентизма и редукционизма с позиций гуманитарных наук и некоторых философских течений.
Антинаука и паранаука сами по себе могут быть безвредными, но способны нанести существенный индивидуальный и коллективный вред, если включаются в политические процессы.

## Общая характеристика
Историк науки Джеральд Холтон в работе «Антинаука» определяет «противонаучное мышление» как результат протеста против ограниченного количества научно признанных методов и методологий. По его мнению, в понятии «антинаука» соединилось большое число разных смыслов и явлений, которые, тем не менее, объединяет общая направленность против просвещения. Согласно Холтону, в своей основной форме антинаука представляет собой «заявку на ясное, чёткое, конструктивное и функциональное, потенциально всеохватывающее альтернативное миропонимание, в рамках которого декларируется возможность „науки“, весьма отличной от той, которая известна нам сегодня». Антинаука утверждает, что историческое значение предлагаемого «альтернативного» миропонимания заключается в развенчивании и преодолении классической западной науки. Задача отрицания и преодоления распространяется и на онтологические, и на гносеологические основы и принципы науки, в первую очередь на её традиционную и неотъемлемую экспансионистскую претензию определять и указывать смысл и направление прогресса общества. Феномен противонаучного знания связан с тем, что Холтон называл «фатальным провалом», «обмороком самосознания» современного человечества.
Сторонники антинаучных взглядов могут использовать такие средства, как демагогия, популизм, опора на традиционные народные предрассудки, подстрекательство к насилию, сознательное искажение фактов, мистификации, идеологические провокации под лозунгами наподобие «кровь и почва», апеллирующие к крайнему национализму, идеологии вражды и нетерпимости.
Союз политической власти и активной, наступательной антинауки может стать причиной социальных катаклизмов. Непродолжительные периоды доминирования сторонников антинаучных взглядов разрушительно действовали на мировую культуру и конкретную страну. Интеллектуалы, которые пытались в таких случаях противостоять антинауке действовали слишком поздно, были слишком малочисленны или не обладали необходимой поддержкой общественного мнения.

## История
Антинаучные представления развились на основе философских концепций постмодернизма, которые отрицают существование объективной истины и рассматривают результаты науки как продукт сговора учёных. В рамках псевдонауки и конспирологии утверждается, что «официальная научная парадигма» устарела, приходит эра нового знания, где «догматической науке» не будет места.
Как наиболее негативные проявления антинауки рассматриваются оккультные и теософские построения. Холтон называет их «псевдонаучной бессмыслицей», выдающей себя за «альтернативную науку», но при этом служащей достижению политических замыслов и амбиций. Теософия характеризуется как вид антинауки, строящейся на опытной подсознательной или интуитивной связи, которая не нуждается в понятиях, теориях или моделях.
В Англии в 1811—1816 годах возникло движение «машиноборцев» (луддитов). Первоначально вызванное сугубо экономическими причинами, такими как потеря работы и обнищание рабочих, движение в итоге вылилось в волну насилия и разрушения, которая была направлена против любых технических символов и принадлежностей подавляющей человека фабричной системы. Социолог науки Джон Бернал в книге «Социальная роль науки» писал, что зарождение нацизма было подготовлено подъёмом иррационализма, среди прочего подпитывавшегося расцветом в Германии паранауки. Наука воспринималась негативно в общественном сознании Германии задолго до прихода к власти нацистов. Один из наиболее читаемых в 1920-х годах немецких идеологов Юлиус Лангбен ставил креационизм выше науки, осуждая науку за её основательность и детальную специализацию. По словам Ф. Штерна, «ненависть к науке затмевает все в писаниях и мыслях Лангбена. По Лангбену, наука — это корень зла, имя которому: позитивизм, рационализм, эмпиризм, механицизм, материализм, технология, скептицизм, догматизм, узкая специализация…». Ф. Штерн писал, что на заре нацистского движения в Германии появляются «луддиты от культуры, которые в своём ослеплении ненавистью к модернизму готовы были вдребезги разнести всю „машинерию“ современной культуры». Ряд немецких учёных требовал признания верховенства «арийской» науки, которую следовало строить на интуиции, на понятии «эфира» (как субстанции духа), экспериментальных наблюдениях в противовес формализму и абстракциям и, прежде всего, наука должна производиться представителями именно «германской расы». Придя к власти, нацисты оказали поддержку большому числу видов паранауки, включая астрологию, гиммлеровскую «теория мирового льда», «учение о расовой чистоте», которые стали официально признанными и финансируемыми государством «профессиональными» сферами. В эту деятельность оказалось вовлечено большое число врачей, юристов, учёных и других академических специалистов, что объясняется осознанной лишь «постфактум» моральной неустойчивостью интеллектуалов, проявленной ими в условиях общекультурной катастрофы, тогда как политики и деятели паранауки, напротив, легко установили связи и объединились.

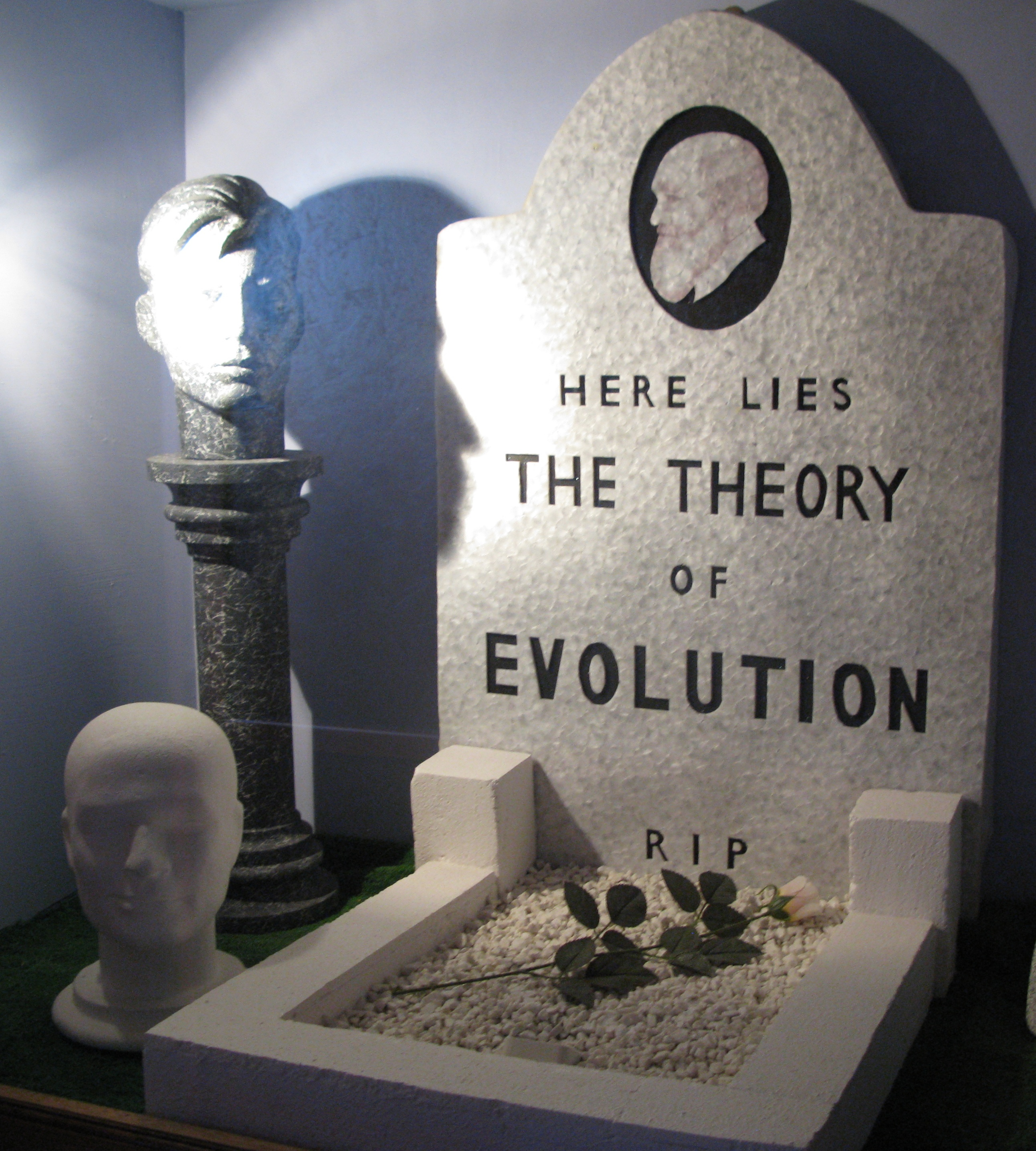
«Могила» теории эволюции, британский креационистский музей «Genesis Expo»

В 1991 году Американской академией наук и искусств была издана работа Дж. Мура «Креационистский космос протестантского фундаментализма», в которой характеризуется антиэволюционистское движение в США, переживавшее в то время существенный подъём и консолидацию с политической властью. Сопротивление преподаванию в школе эволюционной биологии существовало в США и ранее, однако Мур указывает, что «фундаменталисты сегодня насчитывают в своих рядах до четверти всего населения США, и это при быстром росте числа вновь обращённых. Эти люди верят, что они живут во Вселенной, которая была чудесным образом сотворена из ничего за шесть дней всего лишь несколько тысяч лет назад, и что Земля населена только теми животными и растениями, которые пережили всемирный потоп… Креационистская космология снискала протестантскому фундаментализму те авторитет и влияние, которые он оспаривал у фундаментальной науки».
По мнению Холтона, это новейшее контрмировоззрение существенно отличается от теологического антисциентизма XIX века. В числе представителей американского антиэволюционистского движения присутствует большое число специалистов, имеющих научное и техническое образование, учёные степени, многие из них являются сотрудниками исследовательских институтов. Мотивация участников движения, как считается, включает к внутреннюю потребность или склонность буквально уверовать религиозные представления. Влияние оказала также общая психологическая напряженность в период холодной войны, последствия которой могли восприниматься как материализация апокалипсических пророчеств. Протестантское креационистское движение активно финансируется и обладает качественной организационной структурой, осуществляет крупную издательскую деятельность, включающую выпуск журналов, работу книжных издательств, учебных заведений, радио- и телепрограмм, кинематограф; имеет тесную связь с наиболее консервативными политическими и церковными деятелями. Средством для движения выступает пропаганда «научного креационизма», включая его включение в школьные программы, для чего на местные органы образования оказывается существенное давление. К креационистской идеологии присоединился ряд политиков-евангелистов, включая Дж. Фэлвелла, П. Робертсона, Дж. Бэйкера, Д. Дж. Кеннеди и др. Союзниками движения является ряд высокопоставленных государственных деятелей. В то же время критика со стороны научного сообщества США происходит редко.
Креационистская идеология, согласно её сторонникам, направлена на противостояние эволюционизму, который протестантские креационисты могут воспринимать как сатанинскую, антихристианскую проповедь. Движение ведёт наступление на «секулярный гуманизм», воспринимаемый ими как «сатанинская идеология». Согласно публикациям креационистов, их цели стоят дальше дискредитации современной биологии и сосредоточены на традиционной в рамках религиозного фундаментализма подготовки в земной жизни к переходу в иной мир.

## Критика и противодействие
Выдвижение в общественном сознании антинауки на первый план исследователи рассматривают как проявление отсутствия способности замечать противоречия, тогда как основанное на науке мировоззрение преимущественно возникло именно как реакция на противоречия. Несмотря на то, что в конце XX века получили всемирное распространение взгляды, которые обычно признаются антинаучными, такие как вера в НЛО, они не являются монолитными и однородными, представляя собой скорее комплексы потенциально противоположных идей и форм сознания. Это обстоятельство даёт возможность включения открытий науки в общественное сознание, в том числе путём популяризации научных достижений; в то время как влияние антинауки становится возможным в силу того, что разнородные элементы, образующие мировосприятие обычного современного человека, не составляют единого гармонического целого.
В мае 1991 года в Массачусетском технологическом институте (Кембридж, США) состоялась конференция «Антинаучные и антитехнические тенденции в США и СССР», участником которой был, в частности, Джеральд Холтон (Гарвардский университет) — первая американо-советская конференция по социальным и политическим аспектам науки и техники.